# Äthiopische Kurzkopfratten
Die Äthiopischen Kurzkopfratten (Stenocephalemys) sind eine Nagetiergattung aus der Gruppe der Altweltmäuse (Murinae). Die Gattung umfasst sechs Arten. 
Diese Nagetiere erreichen eine Kopfrumpflänge von 12 bis 20 Zentimetern, hinzu kommt ein 11 bis 17 Zentimeter langer Schwanz. Das Gewicht liegt etwa bei 100 bis 140 Gramm. Das Fell ist weich und dicht, es ist am Rücken bräunlich gefärbt, die Pfoten und der Bauch sind weißlich-grau. Namensgebendes Merkmal ist der gestaucht wirkende Kopf, die Ohren sind groß.
Äthiopische Kurzkopfratten leben in Äthiopien und Eritrea, ihr Lebensraum sind Busch- und Grasländer bis in 4000 Meter Seehöhe. Sie sind nachtaktiv und nutzen Trampelpfade zum schnelleren Vorankommen in der dichten Vegetation. Ansonsten ist über ihre Lebensweise wenig bekannt.

## Systematik
Die Äthiopischen Kurzkopfratten sind innerhalb der Altweltmäuse die Namensgeber der Stenocephalemys-Gattungsgruppe, einer in Afrika lebenden Gruppe, die daneben noch die Gattungen Afrikanische Rauchmäuse (Heimyscus), Afrikanische Waldmäuse (Hylomyscus), Vielzitzenmäuse (Mastomys), Myomyscus (früher Myomys) und Afrikanische Weichratten (Praomys) umfasst.
Nach genetischen Untersuchungen von Lecompte et al. (2008) bilden die Tiere der Stenocephalemys-Gruppe zusammen mit der Colomys-Gruppe eine in Afrika verbreitete Radiation der Altweltmäuse, den Praomyini.
Innerhalb der Gattung werden sechs Arten unterschieden:
- Stenocephalemys albipes lebt im westlichen Äthiopien und Eritrea.
- Stenocephalemys albocaudata bewohnt ein kleines Gebiet im südöstlichen Äthiopien.
- Stenocephalemys griseicauda ist im nördlichen Äthiopien beheimatet.
- Stenocephalemys ruppi kommt nur in einem kleinen Gebiet im südwestlichen Äthiopien vor.
- Stenocephalemys sokolovi[1]
- Stenocephalemys zimai[1]

Von S. ruppi sind nur neun Exemplare bekannt, der Gefährdungsgrad dieser Art ist unklar. Die übrigen drei Arten sind häufig und laut IUCN nicht gefährdet.